# 長沼公園
長沼公園（ながぬまこうえん）は、東京都八王子市長沼町・下柚木に位置する都立公園。八王子八十八景に選ばれている。

## 概要
1980年開園。多摩丘陵に位置し、南端を野猿峠ハイキングコースが通っている。関東ローム層・上総層群・御殿峠礫層が見られ印象化石・生痕化石が発見されている。クヌギやコナラなどの広葉樹で構成された雑木林が公園を覆っている。植物はヤマザクラ・ヤブツバキ、カタクリなどがあり、野鳥としてはシジュウカラ・キセキレイ・ジョウビタキなどが見られる。
高低差が100メートルありメインのルートである霧降の道以外は急な坂や急な階段となっている。主な散策コースは殿ヶ谷の道、霜降の道、井戸わた尾根、長泉寺尾根、西尾根、中尾根、栃本尾根などがあり、展望台もある。滝の沢、こぶし沢、西の沢、ひよどり沢などの沢もある。

## アクセス
- 常時開園、入園料無料。
- 京王線長沼駅から徒歩5分。